# スペースX CRS-14
SpX-14としても知られるスペースX CRS-14は、2018年4月4日に打ち上げられた国際宇宙ステーションへの商業補給サービスミッション。NASAとの契約に基づきスペースXが運用した。このミッションではCRS-12で以前に飛行したファルコン9の第1段ブースターと、CRS-8で飛行したドラゴン カプセルが使用された。

## ミッションの概要
2015年初頭、NASAはSpaceXに3回の追加のCRSミッション（CRS-13からCRS-15）の契約延長を認めた。2016年6月、NASAの監察官報告書では、このミッションは2018年2月に予定されていた。その後、飛行は2018年の2月9日から3月13日へと遅延した。
打ち上げは2018年4月2日 20:30 UTCにファルコン9フル・スラスト ロケットに搭載されてケープカナベラル空軍基地第40発射施設から行われた。ドラゴン宇宙船は2018年4月4日に国際宇宙ステーションとランデヴーし、ステーションのカナダアーム2によって10:40 UTCに捕捉され、その後、13:00 UTCにハーモニー・モジュールの天底側ドッキングポートに係留された。ドラゴンは2018年5月5日の予定された05:30 UTCにカナダアーム2によって係留解除されるまでの31日間留まった。宇宙船は、同日13:23 UTCにカナダアーム2からリリースされ、18:06 UTCに軌道離脱噴射をするのに安全な距離まで自動的にステーションから遠ざかった。ドラゴンは19:03 UTCに太平洋に着水してスペースXの回収クルーによって回収されてロサンゼルス港に運ばれ、1,743 kg (3,843 lb)の貨物を地球に持ち帰った。
第1段ブースターを回収する試みは行われず、その代わりにブースターの飛行軌道の限界をテストするために設定された実験的な機動を行うために使用された。

## 主要貨物
NASAはスペースXとCRS-14ミッションの契約を結んでおり、これに従って主要貨物、打ち上げ日時、ドラゴン宇宙カプセルの軌道パラメーターを決定した。CRS-13は総計2,647キログラム (5,836 lb)の貨物を国際宇宙ステーションへ輸送した。これはステーション向けに梱包された与圧貨物1,721 kg (3,794 lb)と、非与圧貨物926 kg (2,041 lb)からなっていた。非与圧貨物は、大気・宇宙相互作用モニター（ASIM）と、材料曝露実験装置飛行施設（MISSE-FF）の2つの船外実験装置と、ステーションのポンプ流量制御システム（PFCS）の軌道上交換ユニットからなっていた。
米国立研究所からの複数の貨物も搭載されており、その中の一つはISSから展開されるRemoveDEBRISミッションだった。このミッションは、将来の実際にスペースデブリを除去するミッションで使用される方法の実行可能性を評価するために、ミッションで運ばれたテストデブリに対して銛と網を試すことを目的としていた。ミッションの終わりには、RemoveDEBIRS宇宙船自体がスペースデブリになることを避けるために、軌道からの離脱を加速すために大型のドラッグセイルを展開する。HPは、新しいラップトップコンピューターとともに、NASAからデステニーモジュールに設置する新しいインクジェットプリンターの契約を受けた。
ISSへの貨物の詳細は以下の通り：
- 科学研究：1,070 kg (2,359 lb)
- 乗組員補給物資：344 kg (758 lb)
- 宇宙船ハードウェア：148 kg (326 lb)
- 船外活動装備：99 kg (218 lb)
- コンピューター資材：49 kg (108 lb)
  - 新しい、HPのラップトップワークステーション
  - HPエンヴィインクジェットプリンター
- ロシアのハードウェア：11 kg (24 lb)
- 外部貨物：926 kg (2,041 lb)
  - 大気・宇宙相互作用モニター（ASIM）
  - 材料曝露実験装置飛行施設（MISSE-FF）
  - ポンプ流量制御サブアセンブリー（PFCS）

## ギャラリー
SpaceX CRS-14
- CRS-14の打ち上げ
- ISSに接近するドラゴン
- ISSにドッキング中のドラゴン